# Helichus eruptus
Helichus eruptus is een keversoort uit de familie ruighaarkevers (Dryopidae). De wetenschappelijke naam van de soort werd in 1911 gepubliceerd door Henry Frederick Wickham.